# Die ungekrönte Königin
Die ungekrönte Königin (OT: The Devine Lady) ist eine US-amerikanische Filmbiografie aus dem Jahr 1929. Die Hauptrollen spielen Corinne Griffith als Emma Hamilton und Victor Varconi als Horatio Nelson. Regisseur Frank Lloyd wurde auf der zweiten Oscarverleihung 1930 mit dem Oscar für die beste Regie ausgeszeichent.

## Handlung
England im Jahr 1782. Emma Hart ist die schöne Tochter einer Köchin, der für den Schauspieler George Romney arbeitet. Mit Charles Greville ist sie befreundet. Doch später heiratet sie Charles’ Onkel, Lord William Hamilton, den britischen Botschafter am Hof des Königreichs Neapel. Trotz des Altersunterschiedes und der unterschiedlichen gesellschaftlichen Herkunft ist das Paar glücklich. Emma wird sogar zu einer Vertrauten der Königin von Neapel.
Jahre später lernt Emma den englischen Kapitän Horatio Nelson kennen. England befindet sich mit Frankreich im Krieg. Nelson, Kommandant eines englischen Kriegsschiffes, kann durch Emma in Neapel wichtige Vorräte und Wasser bunkern. Die beiden verlieben sich ineinander. Nelsons Siege über die französische Flotte und Emmas Einfluss am Hof von Neapel werden in London aufmerksam beobachtet. Schließlich wird das Liebespaar nach London beordert, wo sie die Menge begeistert begrüßt.
Doch die höhere Gesellschaft weist Emma zurück. Auch ihr Ehemann weicht ihr aus. Als man Emma die Einladung zu einer königlichen Feier zu Ehren des Kapitäns verweigert, verlässt Nelson seine Frau Fanny und zieht sich mit Emma auf seinen Landsitz zurück. Für eine Zeit sind beide dort glücklich, doch Nelson wird schon bald wieder mit einem Flotteneinsatz betraut. Wieder erringt er Siege über die französische Flotte. Bei der Schlacht von Trafalgar wird er tödlich verletzt. Er stirbt umringt von seiner Mannschaft, seine letzten Gedanken gelten Emma.

## Kritik
Mordaunt Hall von der New York Times schreibt, Frank Lloyd habe die Mannschaft, das Geld und die Schiffe. Aber einige seiner Szenen seien zu abrupt, andere Szenen würden durch die unvermeidbare Musik ruiniert.

## Auszeichnungen
Bei der zweiten Oscarverleihung 1930 wurde Frank Lloyd mit dem Oscar für die beste Regie geehrt. Nominierungen gab es für Corinne Griffith als beste Hauptdarstellerin und John F. Seitz für die beste Kamera.

## Hintergrund
Die Dreharbeiten fanden 1928 auf Santa Catalina Island vor Kalifornien statt. Die US-Premiere war am 31. März 1929, zuvor konnte der Stummfilm aber bereits bei seiner Deutschlandpremiere am 24. Januar 1929 im Berliner Capitol-Kino angesehen werden. Als Tonfilmfassung wurde Die ungekrönte Königin, Untertitel Der Liebesroman der Lady Hamilton, ab dem 5. Dezember 1929 im Berliner Universum-Filmtheater erneut aufgeführt.
In kleinen Nebenrollen sind Andy Devine, Joan Bennett, Joel McCrea und der spätere Regisseur Robert Parrish zu sehen.
Die Titelmusik Lady Divine wurde von Nathaniel Shilkret (Musik) und Richard Kauntz (Text) komponiert. Der Ton des Films wurde von Vitaphone-Platten synchron zum Film abgespielt, enthielt aber keine Dialoge.